# Общежитие
Общежитие е място за временно пребиваване на студенти, ученици или сезонни работници докато са на работа, служба или завършват обучението си. Общежитията се ползват срещу заплащане.
Следва да се различават студентските от работническите общежития. В една стая могат да живеят по няколко души. Тоалетните и баните могат да са общи и нивото на комфорт обикновено зависи от поддръжката на помещението. Студентските общежития са снабдени с читални, където студентите могат да учат за изпити.
Различните страни имат различни закони и регулации за тези, които живеят на общежитие.

## Галерия
- Общежитие в град Упсала, Швеция, 2004 г.
- Спалня в общежитие в град Упсала, Швеция, 2004 г.